# Synaphridae
Synaphridae Wunderlich, 1986 è una famiglia di ragni appartenente all'infraordine Araneomorphae.

## Caratteristiche
Si distinguono dalle altre famiglie di ragni per la particolare giuntura delle zampe fra il tarso e il metatarso. Il loro sistema respiratorio provvisto di trachea anteriore in modo particolare è simile ai sinfitognatidi, a vari generi di anapidi, ai microfolcommatidi e ai mismenidi, ma differente dalle altre famiglie.
Inoltre i cheliceri sono provvisti solo di una carena anteriore, carattere in comune solo con alcuni theridiidi e due generi di Mysmenidae (Iardinis e Crassignatha). A differenza di altri aracnidi, i sinafridi possono avere i tarsi delle zampe suddivisi in due pseudosegmenti.

## Distribuzione
Sono diffusi nell'Europa meridionale, in Egitto, nelle Isole Canarie e in Turkmenistan; nel 2007 sono stati rinvenuti anche in Madagascar.

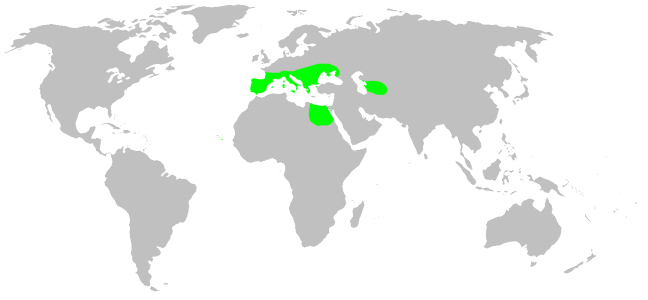
Synaphridae, distribuzione (contrassegnare anche il Madagascar)

## Tassonomia
A seguito di uno studio degli aracnologi Marusik e Lehtinen del 2003, questi ragni sono stati staccati dalla famiglia Anapidae per costituirne una a sé stante; diagnosi confermata anche da studi successivi: Lopardo, Hormiga e Melic del 2007; Miller del 2007.
Attualmente, a novembre 2020, si compone di 3 generi e 13 specie:
- Africepheia Miller, 2007
- Cepheia Simon, 1894
- Synaphris Simon, 1894